# Kubánská pětice

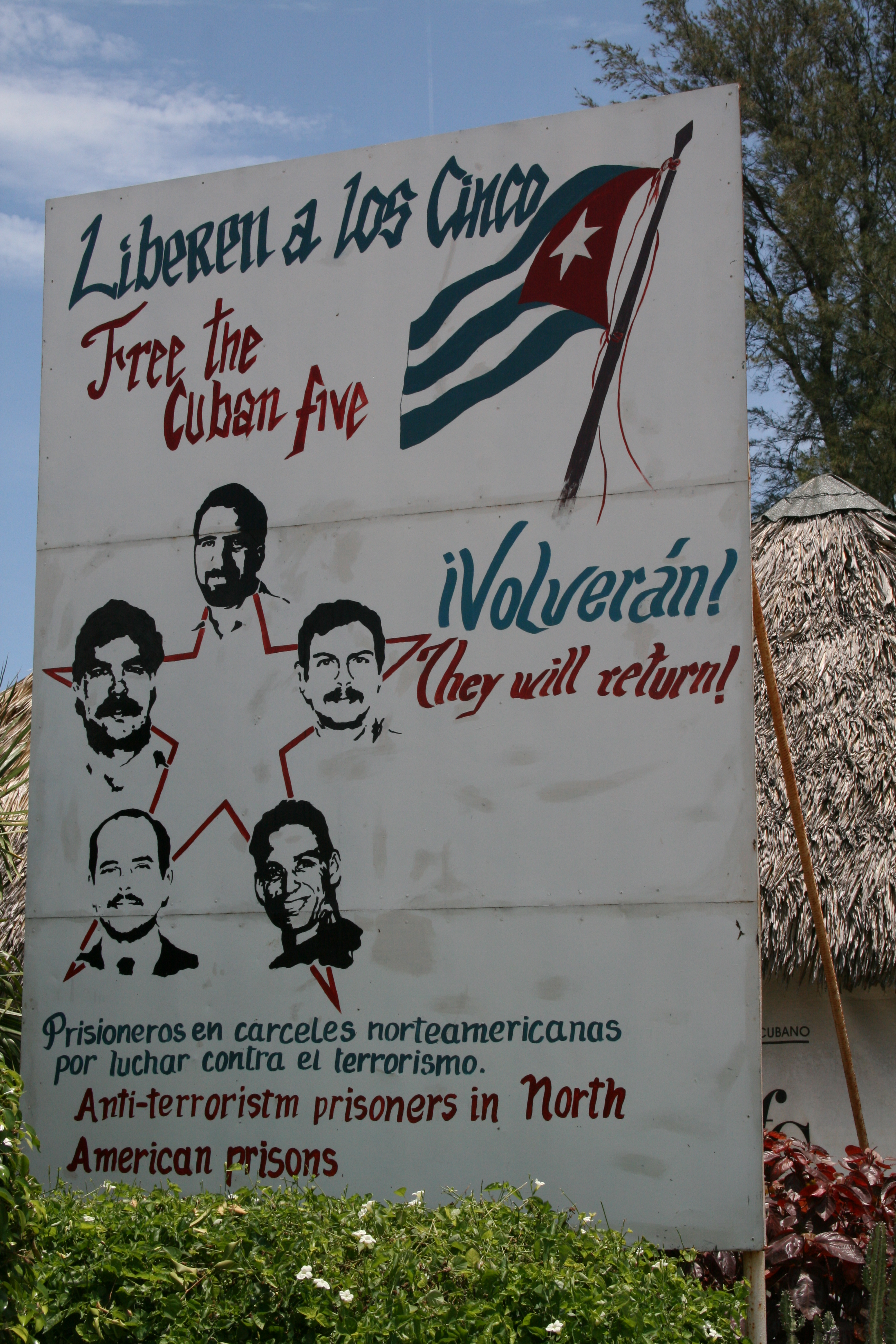
Cedule na podporu pětice v kubánském Varaderu

Kubánská pětice, známá také jako Miamská pětice je pětice Kubánců (Gerardo Hernández, Antonio Guerrero, Ramón Labañino, Fernando González a René González) odsouzených v Miami ze údajnou špionáž, spiknutí ke spáchání vraždy a jinou nezákonnou činnost na území Spojených států. Tato Pětice ve Spojených státech sledovala a infiltrovala kubánské exilové teroristické skupiny, jako jsou Alpha 66, Kubánsko-americká národní nadace a Bratři k záchraně.
Soud prokázal, že Pětice emigrovala do Spojených států za pomoci kubánské exilové skupiny Bratři k záchraně a získala zaměstnání u Key West Naval Air Station. Kubánské vládě pak posílali zprávy o základně a o nepřátelské činnosti exilových skupin proti Kubě. Dne 24. února 1996 sestřelily kubánské vojenské letouny dvě letadla patřící exilové skupině Bratři k záchraně, jež pravidelně narušovala kubánský vzdušný prostor a šířila zde protistátní letáky. Na palubě sestřelených letadel zahynuli čtyři američtí občané. Mezi USA a Kubou dodnes panují rozpory, zda bylo letadlo sestřeleno ještě v kubánském vzdušném prostoru (podle kubánských zdrojů) nebo již v mezinárodních vodách (jak tvrdí americké úřady). Přestože obhájci Miamské pětice i kubánské úřady opakovaně žádali americkou administrativu o poskytnutí příslušných družicových záběrů, které by prokázaly, kde se v době sestřelení letadlo nacházelo, americké úřady do současné doby snímky neposkytly. Jeden z Pětice, Gerardo Hernández, byl totiž odsouzen za spiknutí za účelem spáchání vraždy za to, že poskytl kubánské vládě informace, které podle obžaloby vedly k sestřelení. Odvolací soud však tuto část obžaloby (o spiknutí za účelem spáchání vraždy) zrušil, protože dle jeho mínění neexistuje žádný důkaz o tom, že by Hernández věděl, že k sestřelení dojde v mezinárodních vodách.
Veškeré důkazy o činnosti protikubánských exilových skupin, které Pětice za dobu své činnosti na území USA shromáždila a z nichž vyplývá, že tyto skupiny v mnoha případech porušovaly americké i kubánské zákony, pak předala kubánská vláda americké FBI. Ta takto získané důkazy nepoužila vůči kubánským exilovým skupinám v Miami, ale na jejich základě vypátrala členy Kubánské pětice, které zatkla a uvěznila 12. září 1998.
Kuba uznává, že těchto pět mužů bylo agenty zpravodajských služeb, ale říká, že shromažďovali důkazy o činnosti kubánských exilových skupin v Miami a nezaměřovali svou činnost proti vládě USA. Veškeré důkazy o činnosti protikubánských exilových skupin, které Pětice za dobu své činnosti na území USA shromáždila a z nichž vyplývá, že tyto skupiny v mnoha případech porušovaly americké i kubánské zákony, pak předala kubánská vláda americké FBI. Ta takto získané důkazy nepoužila vůči kubánským exilovým skupinám v Miami, ale na jejich základě vypátrala členy Kubánské pětice.
Kuba rovněž tvrdí, že muži byli posláni na jižní Floridu v důsledku několika teroristických bombových útoků v Havaně, které zorganizoval bývalý agent CIA a zuřivý antikomunista Luis Posada Carriles, jenž má stát za celou řadou dalších teroristických akcí, jako byl např. bombový útok na letadlo společnosti Cubana de Aviación v roce 1976, při kterém zahynulo 73 osob.
Pětice se proti svému odsouzení odvolala a údajná neexistence spravedlnosti v jejich procesu získala významnou mezinárodní kritiku. Tříčlenný senátu 11. obvodního odvolacího soudu v Atlantě zrušil v roce 2005 rozsudek miamského soudu vynesený nad Pěticí s odkazem na „předsudky“ anticastrovských Kubánců v Miami, ale plénum obvodního odvolacího soudu později zrušilo rozhodnutí tříčlenného senátu o zrušení rozsudku miamského soudu a obnově soudního řízení, čímž zůstal v platnosti původní rozsudek. V červnu 2009 americký Nejvyšší soud odmítl přezkoumání případu. Na Kubě je Pětice považována za národní hrdiny, kteří svou svobodu obětovali při obraně své vlasti.
René González byl propuštěn z vězení 7. října 2011, nadále však musí po dobu dalších tří let zůstat na území Spojených států bez možnosti odcestovat na Kubu.

## Souvislosti
V 60. a 70. letech 20. století se uskutečnilo z území Spojených států velké množství teroristických činů, které organizovaly kontrarevoluční exilové skupiny jako např. Koordinace spojených revolučních organizací (CORU), Alpha 66 a Omega 7. V roce 2001 předložila stálá mise Kuby u Organizace spojených národů zprávu kubánské vlády, která uvádí 3 478 obětí v důsledku "terorismu", "agrese", "pirátství a dalších akcí" proti Kubě. Události uvedené ve zprávě zachycují období 40 let a týkají se akcí, kterými byly atentát na letadlo společnosti Cubana de Aviación letu 455, výcvik odpůrců režimu Fidela Castra CIA, financování a podporu ze strany CIA invazi na Playa Girón či boje s bandity v pohoří Escambray. Výsledkem těchto nepřátelských akcí proti Kubě je snaha kubánské vlády dlouhodobě bojovat proti skupinám, které za těmito akcemi stojí. Toto úsilí rovněž zahrnuje i využití kubánských agentů (emigrantů) na území Spojených států, kteří působí uvnitř těchto protikubánských skupin.

## Činnost
Kubánská pětice jsou kubánští zpravodajští důstojníci, kteří byli součástí "La Red Avispa", kterou FBI odhalila a pozatýkala v roce 1998. Podle Gerarda Hernándeze, který řídil činnost skupiny a reportáže Saula Landaua v politickém časopise CounterPunch, Kubánská pětice sledovala a infiltrovala řady kubánsko-amerických teroristických skupin: Alpha 66, Komando F4, Kubánsko-americká národní nadace a Bratři k záchraně. Podle závěrů soudu měla Pětice infiltroval skupinu Bratři k záchraně. Jedná se o v Miami založenou organizaci, která v malých letadlech přelétávala Floridskou úžinu s cílem úmyslně narušovat vzdušný prostor Kubánské republiky a shazovat zde protistátní letáky. Vedlejší činností skupiny pak bylo poskytnout případnou pomoc Kubáncům prchajícím na chatrných vorech z Kuby. Pětice získala zaměstnání v dělnických profesích na Key West Naval Air Station a posílala kubánské vládě podrobné zprávy o pohybu letadel a popis rozmístění zařízení a jeho struktury. Dne 24. února 1996 sestřelily kubánské vojenské letouny dvě letadla patřící exilové skupině Bratři k záchranně, jež pravidelně narušovala kubánský vzdušný prostor a šířila zde protistátní letáky. Na palubě sestřelených letadel zahynuli čtyři američtí občané. Mezi USA a Kubou dodnes panují rozpory zda bylo letadlo sestřeleno ještě v kubánském vzdušném prostoru (podle kubánských zdrojů) nebo již v mezinárodních vodách, jak tvrdí americké úřady. Americká vláda také obvinila zbývající čtyři Kubánce se zatajování jejich identity a její neohlášení americkým úřadům, což by však vzhledem k propojení americké administrativy na kubánské exilové skupiny znamenalo jejich odhalení a ohrožení jejich životů. Dalším jejich proviněním pak podle soudu bylo odeslání 2 000 stran neutajovaných informací údajně získaných z amerických vojenských základen.
Americké vládní organizace, včetně FBI, sledovaly různé kubánské agenty na svém území zhruba 30 let. Nicméně spouštěčem zásahu se stalo již zmiňované sestřelení dvou letadel v únoru 1996 patřících exilové organizaci Bratři k záchraně na jejichž palubě zahynula čtveřice amerických občanů. K jejich sestřelení mělo dojít na základě informací zaslaných na Kubu členem skupiny. Podle ministra spravedlnosti USA José Pertierra využila FBI k tomuto zásahu a vypátrání pětice Kubánců údajů, které získala od kubánských úřadů v roce 1997. Kubánci předali FBI 175 stran dokumentů, které se týkaly podílu Posady Carrilese na bombových útocích v Havaně v roce 1997. FBI však tyto důkazy na Posadu Carillese nedokázala využít a místo toho je použila k tomu, aby odhalila zmiňovanou pětici Kubánců. Podle důkazů u soudu FBI sledovala komunikaci Hernándeze, jehož informace umožnily sestřelení letadel Bratří k záchraně, několik let před touto událostí a následně ho zatkla až v roce 1998.